# Sophie Gengembre Anderson
Sophie Gengembre Anderson (Parijs, 1823 – Falmouth, Cornwall, 10 maart 1903) was een Brits kunstschilderes die gespecialiseerd was in genrestukken van kinderen en vrouwen, meestal op het platteland. Haar werk is verwant aan dat van de Prerafaëlieten.

## Levensloop
Ze was de dochter van Charles Gengembre, een Parijse architect en zijn Engelse vrouw. Ze was grotendeels autodidact maar studeerde kort portretschilderen bij Charles de Steuben in Parijs in 1843. Om te ontsnappen aan de Revolutie van 1848 in Frankrijk verhuisde het gezin naar de Verenigde Staten. Ze woonden in Cincinnati, Ohio en in Manchester, Pennsylvania, waar ze de Britse genreschilder Walter Anderson trouwde.
Eerst werkte ze als portrettist voor onder meer de chromolithografen Louis Prang & Co.. In 1854 verhuisden de Andersons naar Londen, waar ze haar werk tentoonstelde bij de Royal Academy of Arts. Ze keerden in 1858 naar de VS (New York) terug, maar vestigden zich rond 1863 weer in Londen.
In de volgende dertig jaar werd haar werk op vele plaatsen tentoongesteld, onder meer in de Royal Academy, de Society of British Artists en vele galeries in de provincie. Haar vroege werk getuigt van aandacht voor details van onder meer planten, die ze gemeen heeft met de Prerafaëlieten.
Ze overleed thuis in Falmouth in 1903.

## Galerij

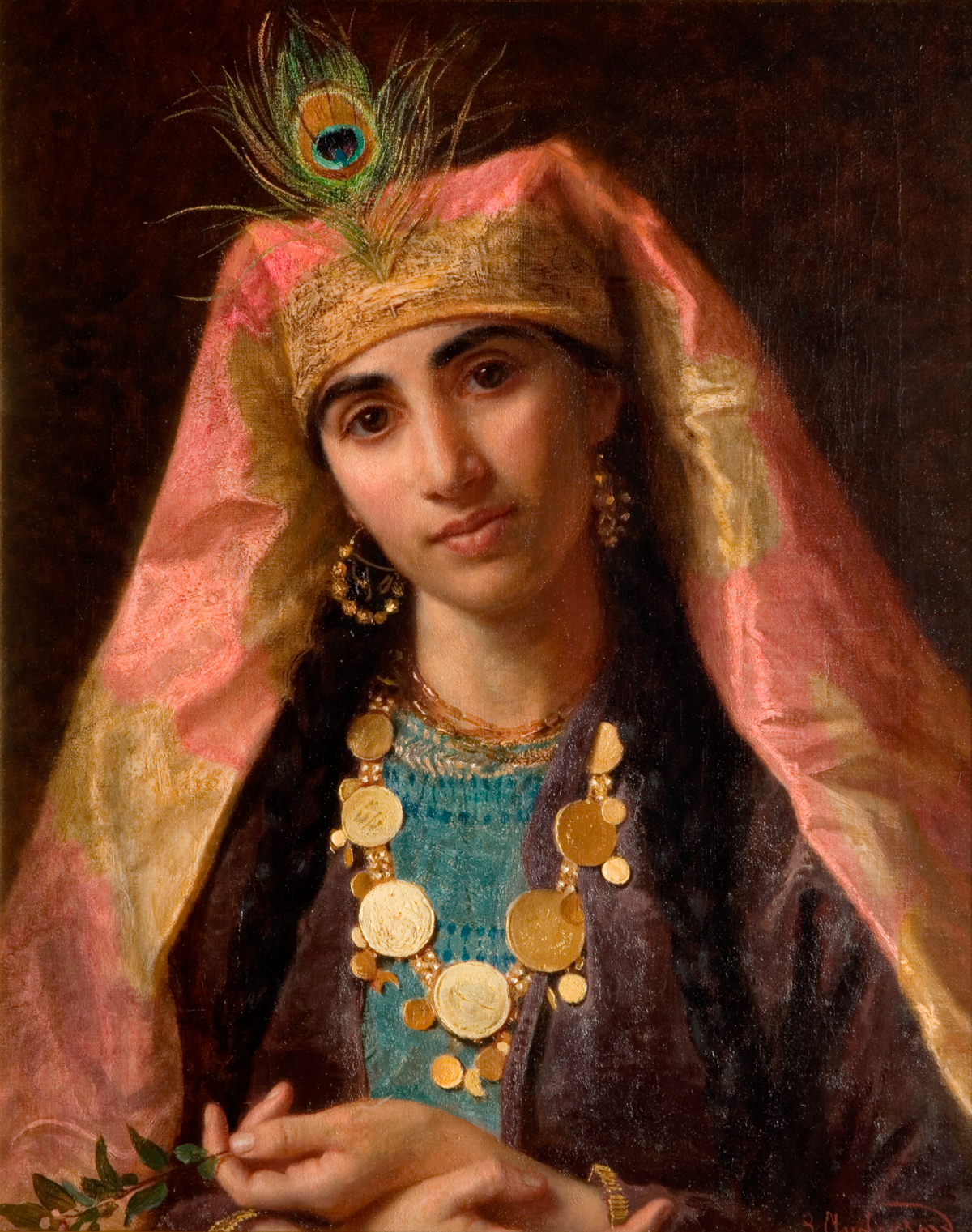
Scheherazade The New Art Gallery Walsall (Walsall)
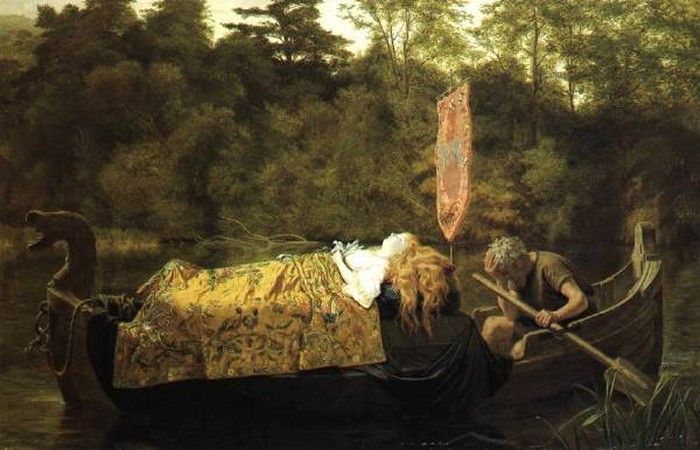
Elaineor, The Lily Maid of Astolat Walker Art Gallery (Liverpool)
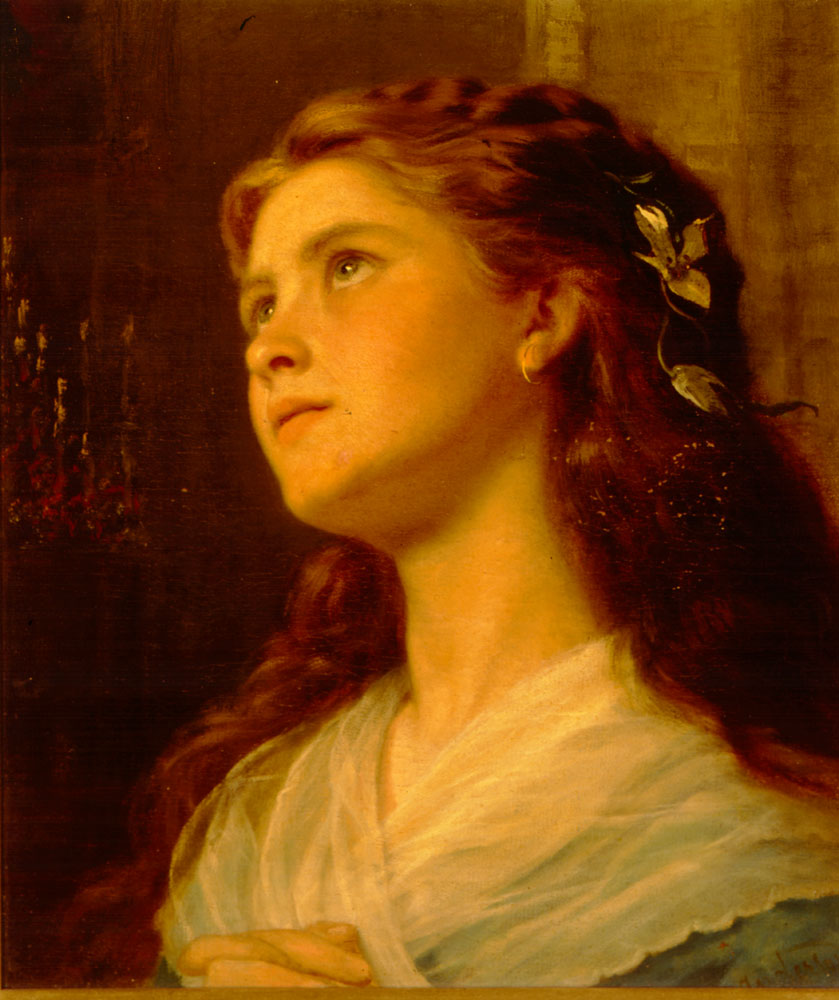
Portrait Of A Young Girl Privécollectie
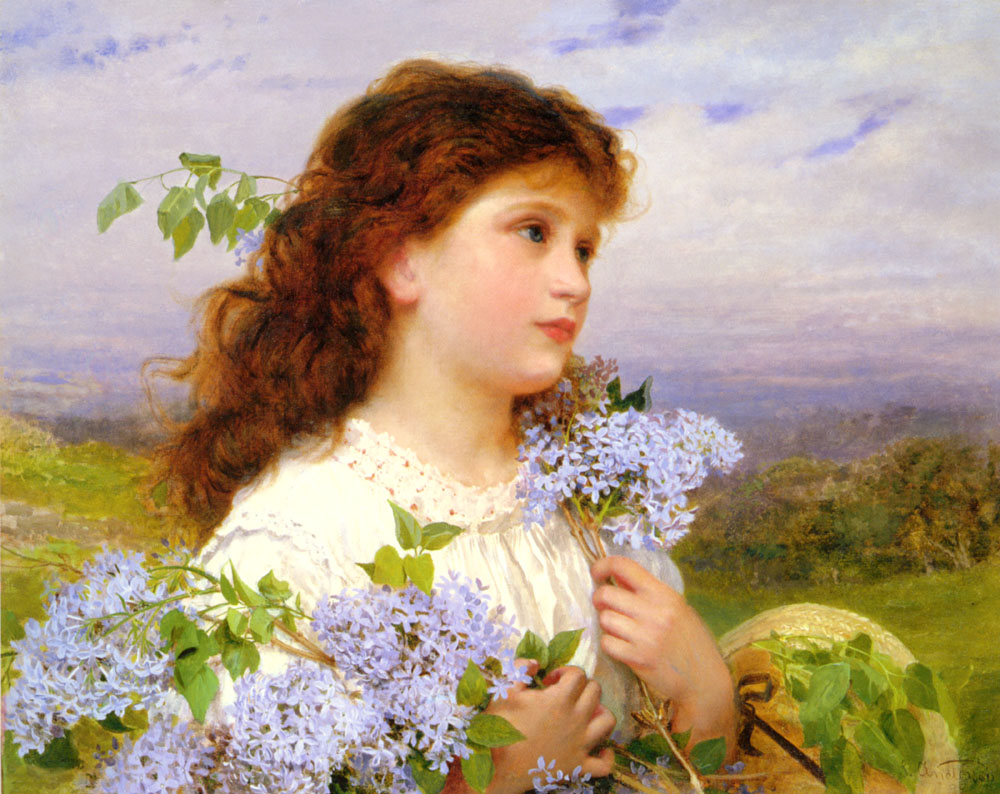
The Time of the Lilacs Privécollectie
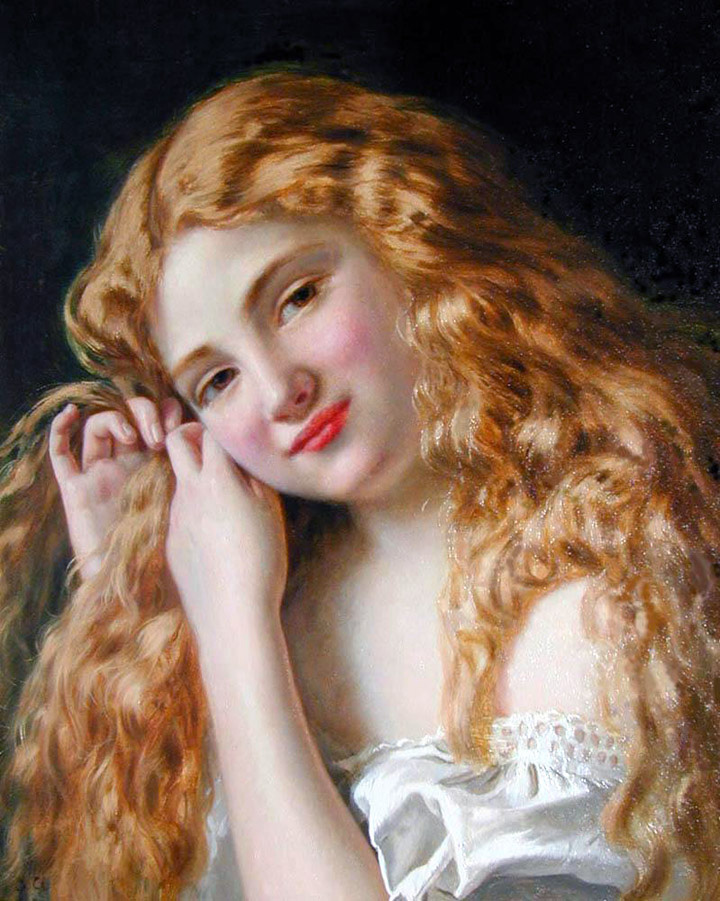
Young Girl Fixing Her Hair Privécollectie
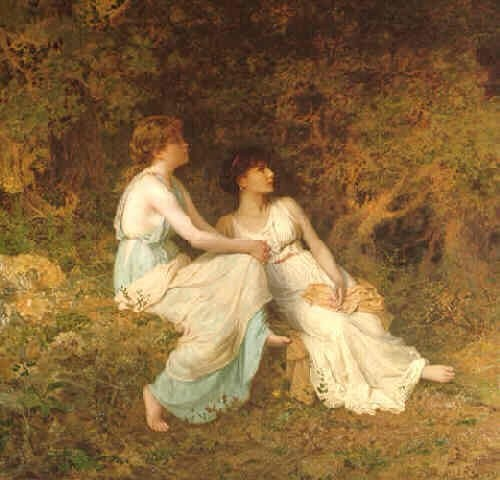
Birdsong Privécollectie
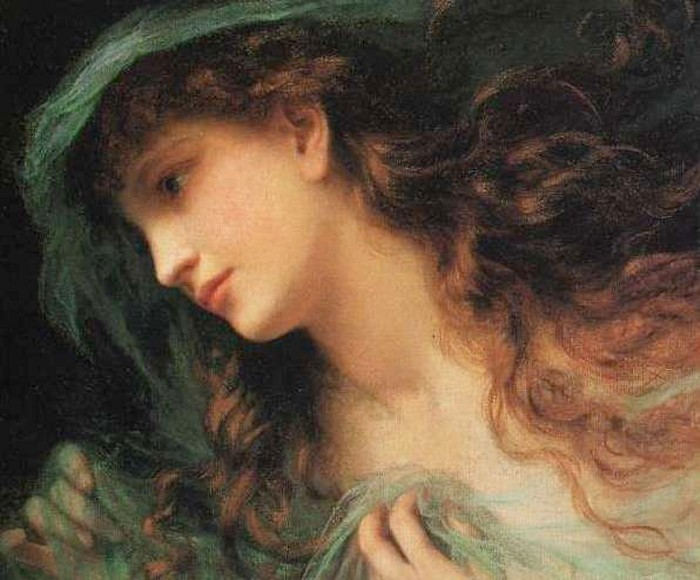
The Head of a Nymph Privécollectie
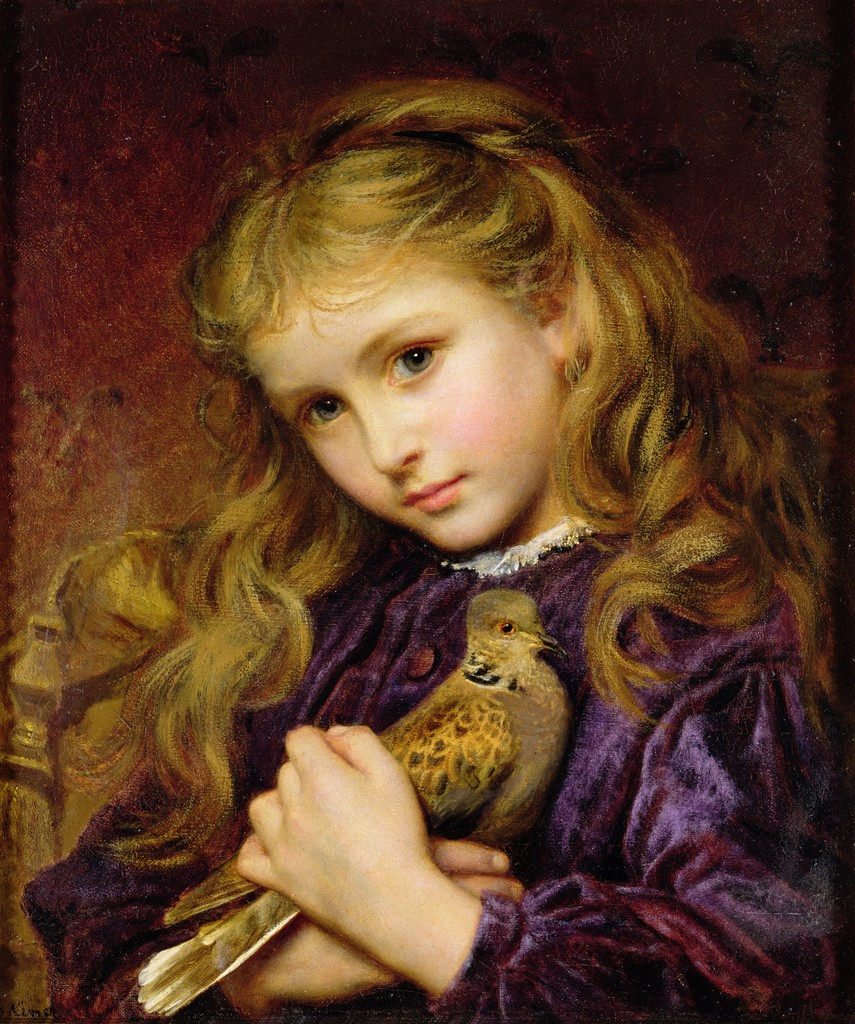
The Turtle Dove Privécollectie
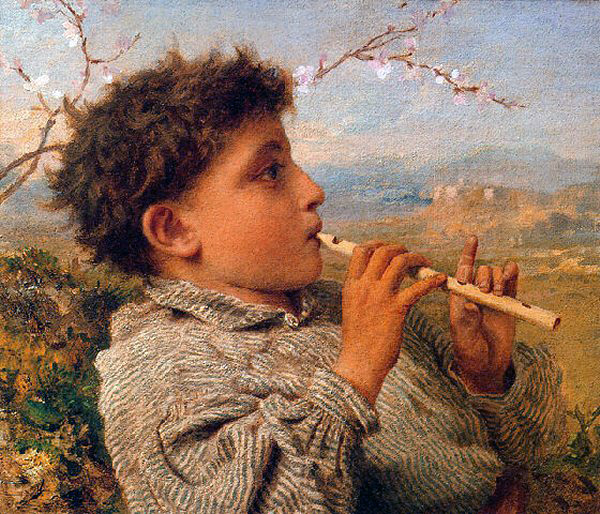
Shepherd Piper (1881) Privécollectie
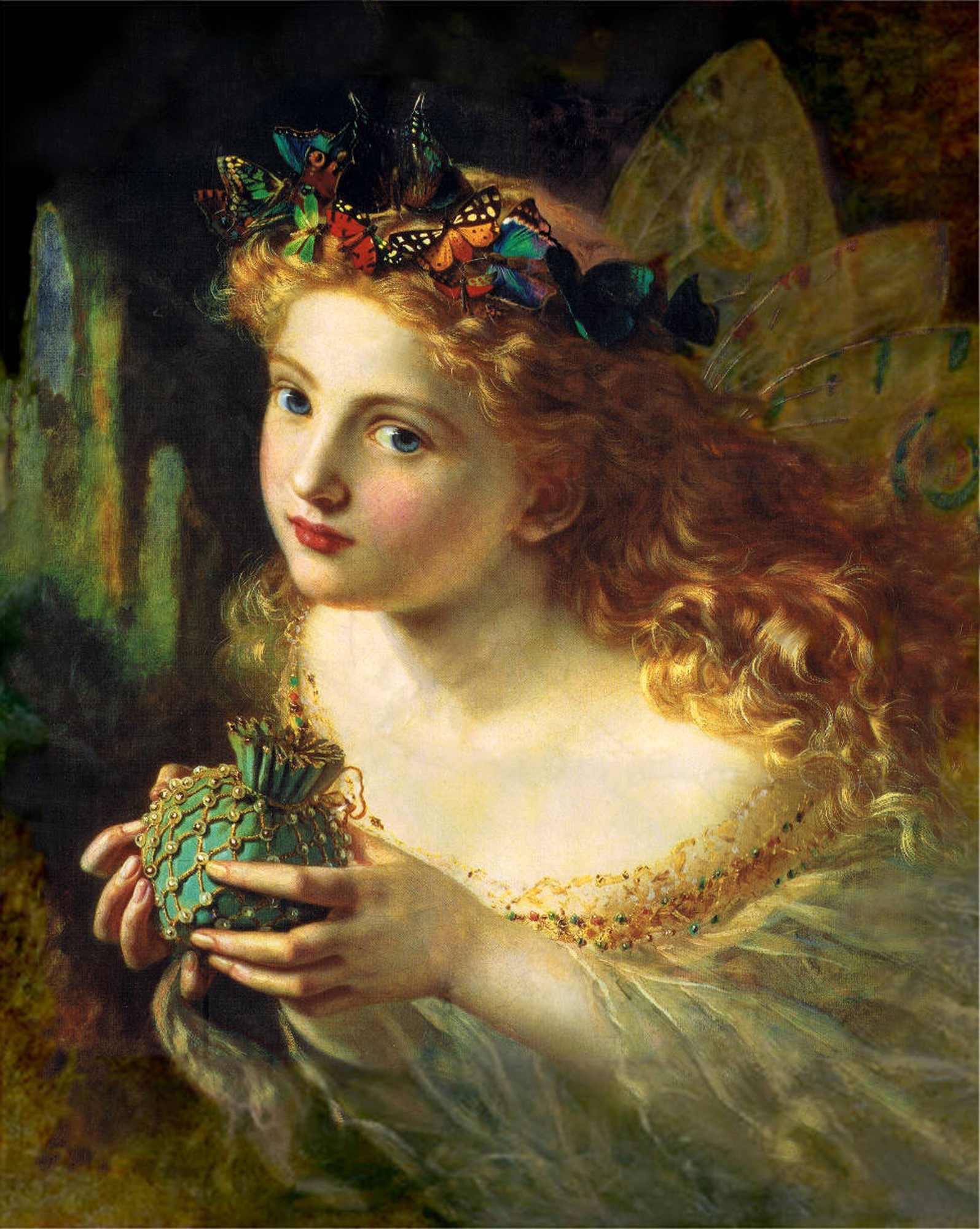
Take the Fair Face of Woman, [...] Privécollectie
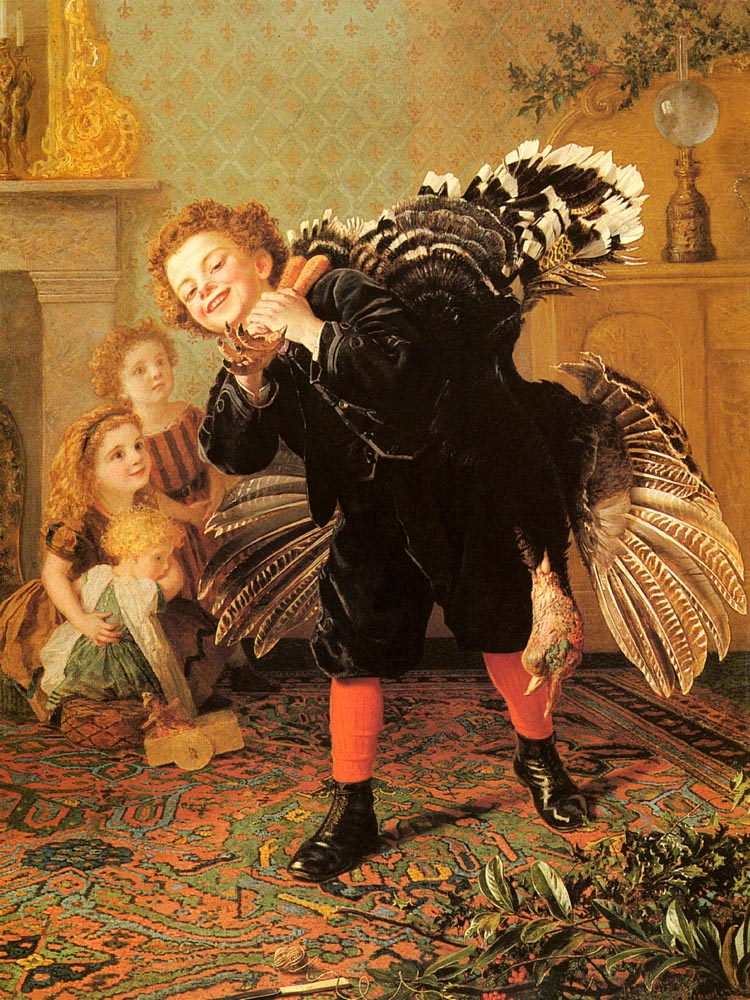
Christmas Time -- "Here's the Gobbler!" Privécollectie
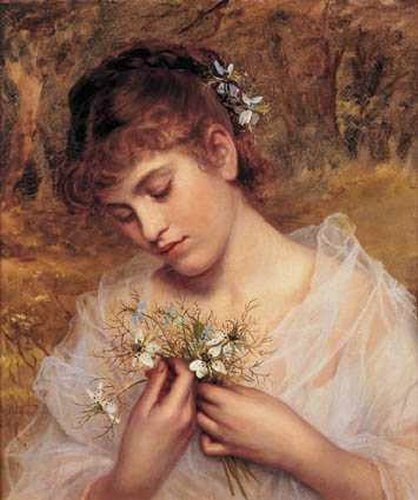
Love In a Mist Privécollectie
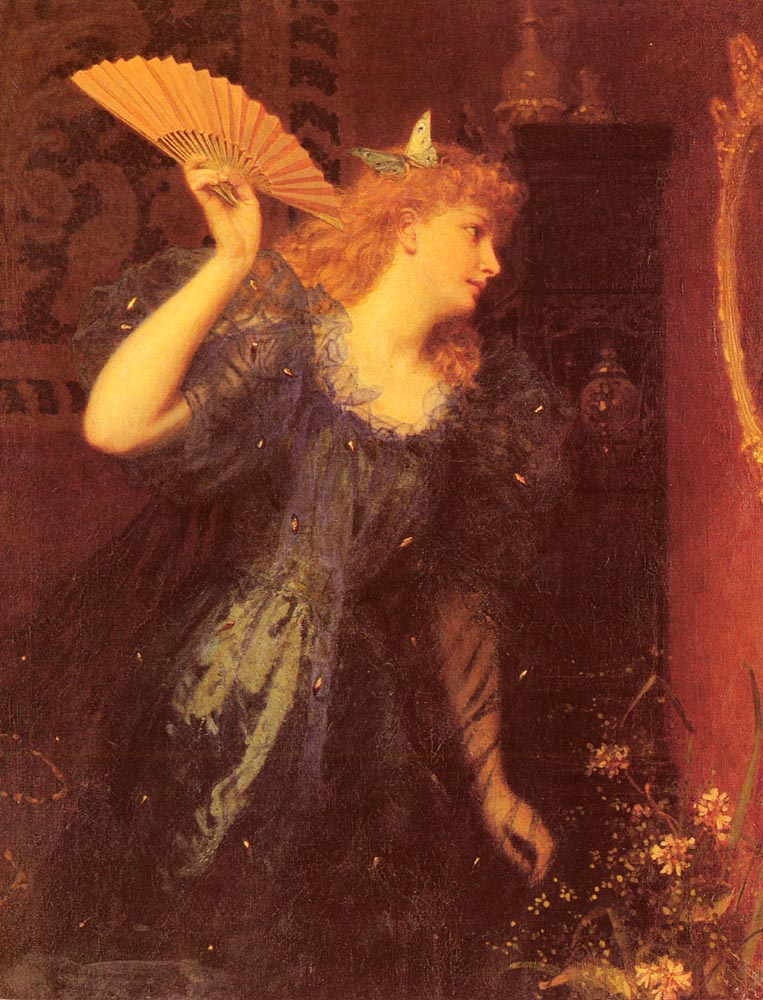
Ready For The Ball Privécollectie